# الثغر الأقصى
الثغر الأقصى وتعرف أيضا بالحدود القصوى، وهي تقسيم إداري وعسكري شمال شرق الأندلس، في وادي نهر أبرة، تندمج مع الثغر الأعلى، وهي أبعد منطقة عن قرطبة وأقربها إلى المناطق المسيحية المعرضة للخطر.